# Semidonta angustipennis
Semidonta angustipennis är en fjärilsart som beskrevs av Matsumura 1919. Semidonta angustipennis ingår i släktet Semidonta och familjen tandspinnare. Inga underarter finns listade i Catalogue of Life.